# Telescopus gezirae
Telescopus gezirae är en ormart som beskrevs av Broadley 1994. Telescopus gezirae ingår i släktet Telescopus och familjen snokar. Inga underarter finns listade i Catalogue of Life.
Arten förekommer i östra Sudan, bland annat vid Blå Nilen. Honor lägger ägg.